# سیریل کلار
سیریل کُلار (فرانسوی: Cyril Collard‎؛ ‏ ۱۹ دسامبر ۱۹۵۷ – ۵ مارس ۱۹۹۳) بازیگر، فیلم‌نامه‌نویس، کارگردان فیلم، آهنگساز، موسیقی‌دان و نویسنده اهل فرانسه بود. وی دانش‌آموختۀ رشتۀ فیلم‌سازی در دانشگاه شارل دو گل – لیل ۳ بود.
سیریل کلار دوجنس‌گرا بود؛ او عاشق کورین بلو، بازیگر نقش مادر لورا در نمایش شب‌های وحشی و اریکا پرو، نوه نویسنده فرانسوی سوزان پرو بود.
از فیلم‌هایی که در آن نقش داشته است، می‌توان به برای عشق‌هایمان و شب‌های وحشی اشاره کرد.